# 陳鶴 (成化進士)
陳鶴（1437年—？），字在皋，江西吉安府泰和縣人，明朝政治人物。進士出身。

## 生平
江西鄉試第二十二名。成化二年（1466年）丙戌科會試第二百一名，殿試登進士第二甲第十八名。

## 家族
曾祖陳文則。祖父陳子仁。父亲陳善敬。